# Júnior Brandão
José Brandão Gonçalves Júnior, mais conhecido como Júnior Brandão (Ibiúna, 7 de janeiro de 1995), é um futebolista brasileiro que atua como centroavante. Atualmente, joga pelo CRB, emprestado pelo Ludogorets Razgrad.

## Carreira

### Juventus de Seara
Natural de Ibiúna, São Paulo, Brandão foi revelado nas categorias de base do Taboão da Serra, após curtas passagens no Grêmio Osasco e no Osasco. Em maio de 2015, após representar o Taboão da Serra na Copa São Paulo de Futebol Júnior de 2015, foi transferido ao Juventus de Seara para a disputa do Campeonato Catarinense - Série B, aonde começou sua carreira profissional.
Brandão fez sua estreia em 28 de junho de 2015, jogando os últimos 19 minutos em um empate em casa por 1 a 1 contra o Atlético Tubarão. Ele marcou seus primeiros gols sete dias depois, marcando dois gols em uma goleada por 9 a 0 sobre o Blumenau. Em 29 de julho, ele marcou um hat-trick na vitória em casa por 3 a 2 contra o Operário de Mafra.

### Ypiranga de Erechim
Em 23 de setembro de 2015, Brandão assinou com o Ypiranga de Erechim para a disputa da Série D de 2015. Fez sua estreia como titular em um empate fora de casa por 1 a 1 contra a Caldense, em 12 de outubro. Raramente apareceu mas esteve em apenas 3 jogos marcando nenhum gol, mas sua equipe no mesmo ano foi promovida à Série C de 2016.[carece de fontes?]

### Novo Hamburgo
Juninho atuou no Boa Esporte e na Ferroviária durante a campanha de 2016, ambos com participação moderada. Em 8 de dezembro, ele fechou contrato com o Novo Hamburgo para a disputa do Gauchão de 2017.
Em 30 de janeiro de 2017, fez sua estreia pelo clube como substituto em uma vitória por 1 a 0 em casa sobre o Caxias, pelo Gauchão de 2017. Seu primeiro gol aconteceu em 1 de abril, quando o seu time venceu uma partida fora de casa por 1 a 0 contra o São José. Entrando em apenas 8 partidas e marcando apenas um gol, maioria de substituto, sua equipe foi ao mesmo tempo campeão do inédito título do Gauchão de 2017.

### Primavera
Em 11 de agosto de 2017, Brandão foi transferido para o Primavera, mas sua equipe foi eliminada do Paulistão Segunda Divisão de 2017 apenas duas partidas após sua chegada e não foi aproveitado pela equipe.

### Iporá
Em 23 de dezembro de 2017, ele assinou um contrato com o Iporá. Fez sua estreia pelo time em um empate por 1 a 1 contra o Vila Nova, em 18 de janeiro de 2018, aonde também marcou o seu primeiro gol com a camisa do Iporá.
Pelo Iporá, jogou apenas 13 partidas e marcou 4 gols pelo clube, conseguindo a quinta colocação no Campeonato Goiano de 2018 e sendo um dos destaques da equipe na sua passagem.

### Atlético Goianiense
No dia 5 de abril de 2018, após ser um dos destaques no Campeonato Goiano de 2018 pelo Iporá, Júnior Brandão foi apresentado no Atlético Goianiense. Ele fez sua estreia pelo clube em 13 de abril, entrando como substituto na vitória por 3 a 2 em casa sobre o Criciúma, pela Série B de 2018.
Júnior Brandão marcou seus primeiros gols pelo Atlético Goianiense em 25 de maio de 2018, marcando dois gols em um empate em casa por 2 a 2 contra o Oeste, pela Série B de 2018. Suas boas atuações na Série B lhe renderam diversas propostas do Brasil, como do Santos. Mas em 11 de junho, ele estendeu seu contrato até o final de 2020. Terminou o ano no Atlético Goianiense participando de 18 jogos e marcando 9 gols.

### Ludogorets Razgrad
Em 22 de agosto de 2018, após a negociação com o Santos fracassar, Júnior Brandão foi transferido para o Ludogorets Razgrad.

### Goiás
Em 3 de janeiro de 2019, voltou ao Brasil se juntando ao rival do seu antigo time, o Goiás, por um contrato de empréstimo até o final do ano. Fez sua estreia pelo clube em 20 de janeiro, em uma vitória fora de casa por 3 a 0 sobre o Goiânia entrando como substituto, pelo Campeonato Goiano de 2019.
Fez seu primeiro gol pelo clube em 27 de janeiro, em uma vitória em casa por 2 a 0 sobre o Vila Nova, pelo Campeonato Goiano de 2019. Jogando e aparecendo muito pelo Goiás, atuou em apenas 22 partidas e marcou dois gols.

### Persepolis
Em 19 de agosto de 2019, Júnior Brandão assinou um contrato de empréstimo de um ano com o time iraniano Persepolis. Em 28 de novembro, seu contrato com Persepolis foi rescindido devido ao seu mau desempenho.

### Retorno ao Atlético Goianiense
Em 8 de fevereiro de 2020, Júnior Brandão retornou ao Atlético Goianiense, por um contrato de empréstimo até o fim do ano. Sua primeira partida no seu retorno aconteceu em 23 de fevereiro, entrando como substituto em um empate fora de casa por 0 a 0 contra o Anápolis, pelo Campeonato Goiano de 2020. Seu primeiro gol no seu retorno aconteceu em 29 de fevereiro, em uma goleada por 5 a 0 sobre o Jaraguá.
No seu retorno ao Atlético Goianiense, participou de 20 partidas e marcou 2 gols, sendo não muito aproveitado diferentemente da sua passagem em 2018. Em 18 de dezembro de 2020, foi anunciado a recisão de seu contrato com o Atlético Goianiense.

## Títulos
Novo Hamburgo
- Campeonato Gaúcho: 2017

Persepolis
- Supercopa Iraniana: 2019